# Місячне затемнення 5 травня 2023 року
У п'ятницю, 5 травня 2023 року, відбудеться напівтіньове місячне затемнення, перше з двох місячних затемнень у 2023 році. Найбільша фаза затемнення (0.96) — о 17 год 22 хв 51.7 с. за UTC (20:22 за Київським часом). Тривалість півтіньового затемнення — 4 год 17 хв 31 с.

Видимий діаметр Місяця буде лише на 0,1 % більшим за середній, оскільки затемнення станеться за 5,5 днів до перигею (перигей 11 травня 2023 року). Це буде найглибше напівтіньове затемнення з лютого 2017 року і до вересня 2042 року .

## Видимість
Затемнення повністю доступно для спостережень в Азії та Австралії і частково — під час сходу Місяця — в Африці та на більшій частині Європи (в основному у Східній та Центральній Європі).
|  |
|  |